# Liubov Jigalova
Liubov Jigalova   (15 de març de 1924 - Moscou, 13 de febrer de 1978) fou una saltadora russa, que va competir sota bandera de la Unió Soviètica durant les dècades de 1940 i 1950.
El 1952 va participar en els Jocs Olímpics d'Estiu de Hèlsinki, on fou sisena en la prova del trampolí de 3 metres del programa de salts. Quatre anys més tard, als Jocs de Melbourne, fou sisena en el salt de palanca.
En el seu palmarès destaca una medalla de bronze en el salt de trampolí de 3 metres de Campionat d'Europa de natació de 1954 i set campionats nacionals en trampolí (1947, 1950, 1951, 1953 i 1954) i palanca (1950, 1951). El seu marit, Aleksei Zhigalov, també competí en trampolí als Jocs de 1952.